# Corner Island, Australien
Corner Island är en ö i Australien. Den ligger i delstaten Victoria, omkring 170 kilometer sydost om delstatshuvudstaden Melbourne. Arean är 0,15 kvadratkilometer.
I omgivningarna runt Corner Island växer i huvudsak städsegrön lövskog. Runt Corner Island är det mycket glesbefolkat, med 4 invånare per kvadratkilometer. Genomsnittlig årsnederbörd är 1 301 millimeter. Den regnigaste månaden är juni, med i genomsnitt 181 mm nederbörd, och den torraste är januari, med 57 mm nederbörd.